# Natività di Gesù (Geertgen tot Sint Jans)
La Navità di Gesù, Natività di notte o Presepe di notte  è un dipinto del pittore olandese Geertgen tot Sint Jans realizzato circa nel 1490 e conservato nella National Gallery di Londra nel Regno Unito. Si tratta di un pannello  dipinto a olio su quercia, misura 34 × 25,3 cm. anche se è stato ritagliato in dimensioni su tutti e quattro i lati. Il dipinto mostra la Natività di Gesù circondato dagli angeli, con - in aggiunta - l'Annuncio ai pastori sul fianco della collina, il tutto visto attraverso la finestra al centro. Siamo di fronte ad un'opera d'arte dalle dimensioni alquanto ridotte, presumibilmente realizzato per uso devozionale privato. La versione di Geertgen, con cambiamenti significativi, sembra ricalchi un'opera perduta di Hugo van der Goes del 1470 circa.

## Descrizione e stile
Come molti altri dipinti sul tema Natività, la raffigurazione è influenzata dalle visioni di Santa Brigida di Svezia (1303-1373), una mistica molto popolare. Poco prima della sua morte, la Santa descrisse una visione di Gesù bambino, che giaceva a terra e che emetteva luce da sé: 

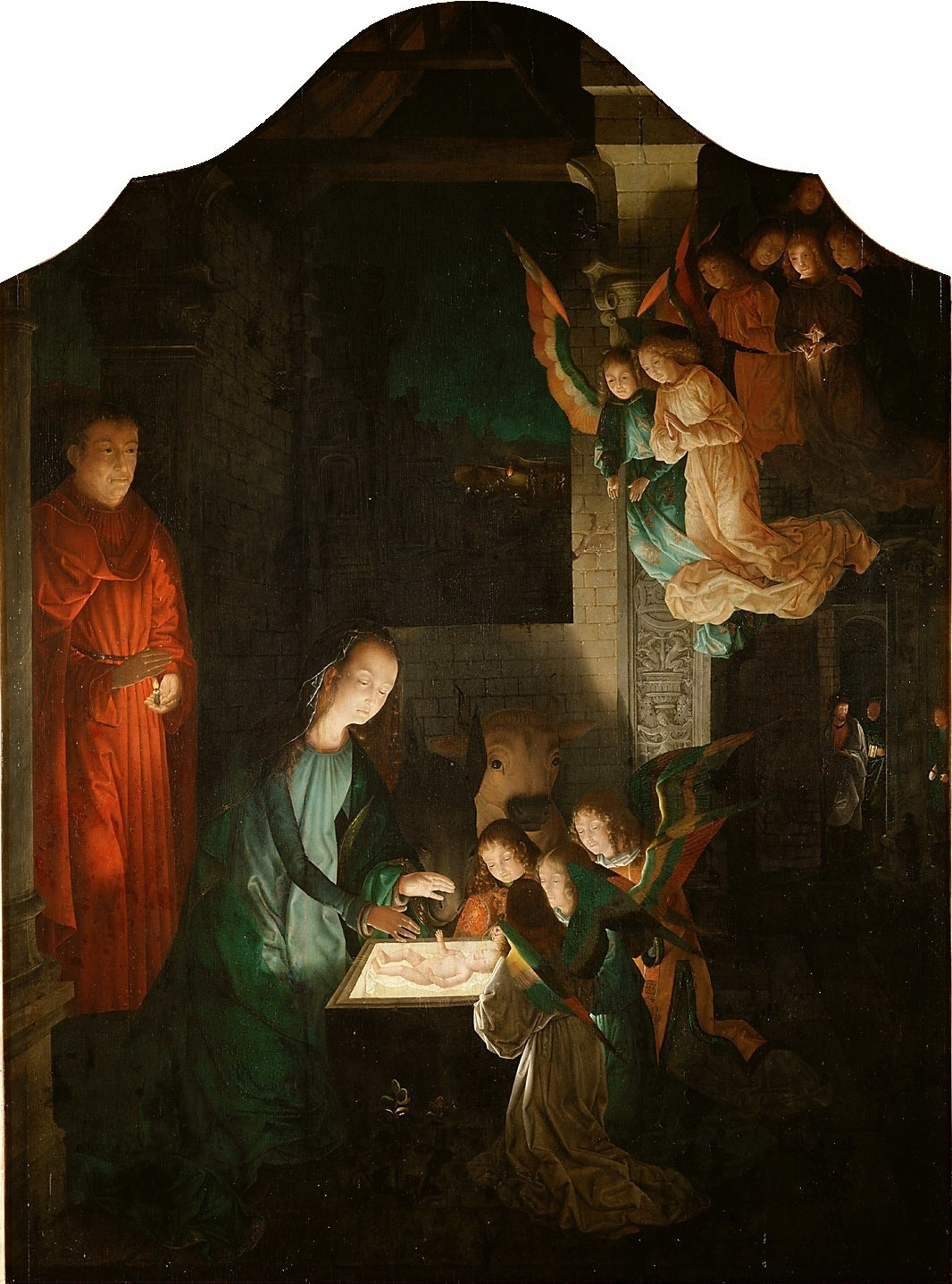
La versione di Michael Sittow dell'opera originale di Hugo van der Goes, c. 1510-20, dove viene mantenuto l'orientamento originale.

Molte raffigurazioni riducevano altre fonti di luce nella scena per enfatizzare questo effetto. La Natività rimase molto di frequente trattata con il chiaroscuro fino al barocco .Qui le fonti di luce sono lo stesso Gesù bambino, secondo la visione di Bridget, che è l'unica fonte di illuminazione per la scena principale all'interno della stalla, il fuoco dei pastori sulla collina in secondo piano e l'angelo che appare di fronte a questi. In realtà, questo effetto va oltre quanto previsto dall'artista, poiché il dipinto venne danneggiato in un incendio nel 1904, quando si trovava presso una collezione privata a Berlino. Le diverse tonalità di blu date le parti superiori e inferiori degli abiti della Vergine e il cielo all'esterno ora appaiono come marrone o nero scuri: il dipinto ne risulta generalmente più scuro. L'opera andò perduta nel 1901. Una copia del dipinto si trova nel Museo Diocesano di Barcellona, da cui si può intuire come la dimensione originale fosse di circa 45 × 31 cm. In questa versione i raggi che emanano dal Cristo-Bambino sono più evidenti e gli animali dietro meno. Il dipinto di Geertgen inverte (fa una immagine speculare di) le figure principali dell'opera precedente che si presume siano state di van der Goes (opera oramai perduto, ma nota da diverse versioni successive). Solo le figure principali sono invertite, e non lo sfondo dell'edificio e la scena dei pastori all'esterno.

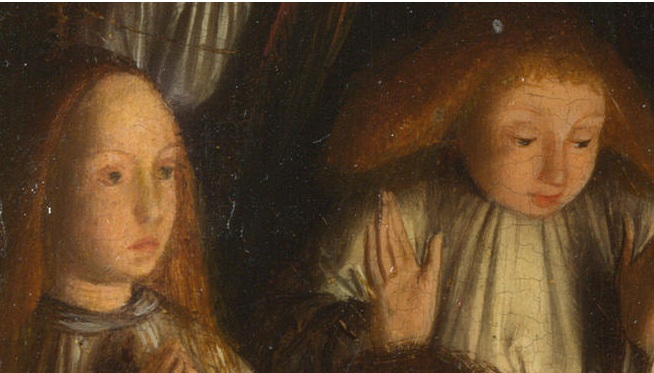
Dettaglio, Geertgen.

A parte l'inversione, risulterebbero altre differenze: nel lavoro di van der Goes quattro angeli si inginocchiavano attorno alla mangiatoia, e un gruppo più grande si librava vicino alla sommità dello spazio-quadro; la finestra aveva un davanzale più alto della testa della Vergine; San Giuseppe teneva tra le mani una candela accesa. La composizione mostrava una visione generalmente più distaccata, senza l'intimo effetto ravvicinato della versione di Geertgen, che rappresenta le varie figure in maniera più ravvicinata. La copia forse più simile all'originale si crede che si trovi nella chiesa di Annaberg in Sassonia (illustrata in Campbell), piuttosto che la versione di Michael Sittow nel Kunsthistorisches Museum di Vienna, dove - comunque - si riscontra una modellazione del bordo superiore. Pur nella varianza dei dettagli architettonici, sia i dipinti di Annaberg che quelli di Sittow mostrano edifici piuttosto grandi, in uno stato di conservazione migliore rispetto a Geertgen, il cui edificio ha un tetto in legno inclinato. Nella pittura dei Paesi Bassi il ricorrente semplice rifugio della Natività - tema poco cambiato fin dalla tarda antichità - si sviluppa spesso in un elaborato tempio in rovina, inizialmente di stile romanico, col quale si voleva rappresentare lo stato fatiscente dell'antica alleanza nella legge ebraica. 

### Composizione

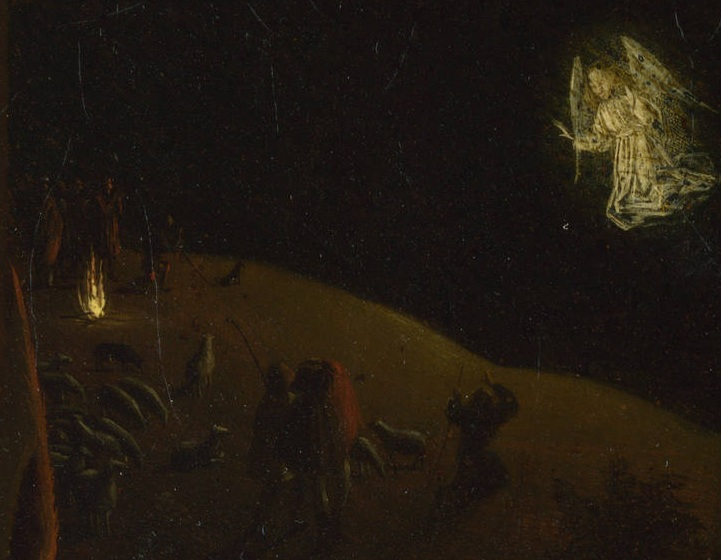
Dettaglio, Geertgen.

Geertgen ha semplificato la composizione di van der Goes "con una impostazione audace, basata su schemi a griglia", il che ulteriormente semplifica gli effetti del fuoco sui valori cromatici. Il van der Goes originale "rappresentava una scena più complessa, più ambiziosa e più solenne, ma forse meno toccante". Quello di Geertgen è un dipinto famoso, che ha ricevuto notevole attenzione critica; non tutti hanno tenuto conto del precedente lavoro di van der Goes e dei relativi effetti del fuoco e del taglio. La dichiarazione di Erwin Panofsky, secondo cui il Geertgen è stato "il primo notturno nel senso otticamente rigoroso della parola" è descritto nel catalogo della National Gallery come "dichiarazione improvvisa". A prescindere da van der Goes, le scene notturne erano state essenzialmente sviluppate in manoscritti miniati prima di passare ai dipinti su pannello: l'effetto realistico della visione notturna di valori cromatici molto deboli e la "semplificazione dei volumi" va ricondotta all'esplicita intenzione dell'artista. James Snyder, forse ignaro che il dipinto fosse stato distrutto, paragona le "figure frazionarie" ai lati del dipinto a quelle in l'Uomo dei dolori di Geertgen, affermando come "trasportino gli spettatori nella foto, permettendogli di guardare oltre le proprie spalle".  Nella versione di Barcellona la figura dell'angelo di estrema sinistra risulta tagliata dalla cornice.
Geertgen lavorava ad Haarlem, ed era il principale pittore olandese dei suoi tempi, lavorando prevalentemente nei Paesi Bassi settentrionali (corrispondenti all'incirca ai Paesi Bassi moderni), oltre che nelle Fiandre (nella parte che ricade nell'attuale Belgio). Vari tentativi sono stati fatti per mettere in relazione lo stile di Geertgen, in questo e in altri lavori, con la pittura olandese molto più tarda, ad esempio quella di 
Max Friedländer, per quanto "le accuse nazionalistiche secondo cui Geertgen fosse per così dire olandese" sono state respinte da Lorne Campbell.